# Brian Mast
Brian Jeffery Mast (nacido el 10 de julio de 1980) es un veterano y político estadounidense, actualmente representando al 18.° distrito congresional de Florida para la Cámara de Representantes de los Estados Unidos. Perteneciente al Partido Republicano, Mast es un veterano de la Operación Libertad Duradera que perdió ambas piernas en 2010 por la detonación de una bomba.

## Primeros años y educación
Brian nació y creció en Grand Rapids, Míchigan. Hijo de James Mast y Timoxena Trujillo. Asistió desde 2000 hasta 2002 a la universidad Palm Beach Atlantic, más conocida como PBA, una universidad privada cristiana en West Palm Beach, Florida. Mast también asistió a la Universidad Militar Estadounidense de 2008 a 2010. Finalmente, Mast obtuvo una Licenciatura de Artes Liberales con mención en Economía en 2016, otorgada por la Universidad de Harvard (Harvard University Extenstion School). 

## Carrera profesional y política
Mast sirvió como Sargento del Estado Mayor para el Ejército de los Estados Unidos desde 2000 hasta 2012. Trabajó como analista de la Administración Nacional de Seguridad Nuclear durante el periodo 2011-2012. Trabajó como Especialista de Explosivos para el Departamento de Seguridad Nacional desde 2012 hasta 2015 y fue instructor de explosivos caseros para la Oficina de Alcohol, Tabaco, Armas de Fuego y Explosivos.
Asumió el cargo de representante para la Cámara el 3 de enero de 2017. Su mandato actual finaliza el 3 de enero de 2023. Durante su tiempo en el Congreso, Mast se ha desempeñado en el Comité de Asuntos Exteriores, el Comité de Asuntos de Veteranos y el Comité de Transporte e Infraestructura. Para las elecciones de 2020, Mast ganó con 253.286 votos que representan el 56.3% de los votos totales, frente a la demócrata Pam Keith y el candidato independiente K. W. Miller. 
Antes de su elección a la Cámara, Mast sirvió en el Ejército de los EE. UU. Y recibió varias medallas, incluida la Medalla de la Estrella de Bronce, la Medalla de Encomio del Ejército por su Valor, la Medalla del Corazón Púrpura y la Medalla por Servicio Meritorio de Defensa.

## Vida personal
Actualmente Brian vive en Palm City, practica la religión cristiana y está casado con Brianna Mast, con quien tiene cuatro hijos: Magnum, Maverick, Madalyn, Major. 